# Little Sammy Sneeze
„Little Sammy Sneeze“ war ein Comicstrip des amerikanischen Cartoonisten Winsor McCay. In jeder Episode nieste sich der titelgebende Sammy in eine peinliche oder katastrophale Situation. Der Strip lief vom 24. Juli 1904 bis zum 9. Dezember 1906 im New York Herald, wo McCay Mitarbeiter war. Es war McCays erster erfolgreicher Comicstrip; er folgte ihm mit „Dream of the Rarebit Fiend“ später im Jahr 1904 und seinem bekanntesten Strip „Little Nemo im Schlummerland“ im Jahr 1905.
Im Gegensatz zu den einfallsreichen Layouts von „Little Nemo“ war „Little Sammy Sneeze“ auf ein starres Raster beschränkt und folgte einer strengen Formel: Sammys Niesen baute sich Bild für Bild auf, wobei sich das Gesicht des Protagonisten verformte, bis es im vorletzten Panel ausbrach. Im Schlusspanel erlitt er die Konsequenzen – oft einen Tritt in den Hintern.
McCays Kunstwerk war fein detailliert und in seiner beständigen Wiederholung hochgradig genau. Er vertiefte sich in modernistische Experimente, durchbrach sogar die Panelränder des Strips. Der Panel-für-Panel-Aufbau zeigte McCays Interesse um die Darstellung von Bewegung, die in bis zu seinen animierten Filmen der 1910er Jahre perfektioniert wurde, wie zum Beispiel in „Gertie the Dinosaur“ (1914).

## Prämisse
Der Comicstrip folgt einem einfachen Konzept: In jeder wöchentlichen Folge niest Sammy so kräftig, dass es in seiner Umgebung Chaos anrichtet. Sein Niesen steigert sich bis zu seiner Entladung mit der Lautmalerei „Chow!“ im vorletzten Panel. Im letzten Panel erleidet er die Konsequenzen – er wird von einem seiner Opfer vertrieben oder erhält oft einen Tritt in den Hintern.

## Hintergrund
Winsor McCay arbeitete ab 1891 in sogenannten Dime Museen in Cincinnati, wo er Plakate und Werbung zeichnete. Seine Fähigkeit, schnell und mit großer Genauigkeit zu zeichnen, zog Menschenmengen an, wenn er öffentlich malte. Ab 1898 arbeitete er hauptberuflich als Zeitungskarikaturist und war freiberuflich für Humorzeitschriften tätig. 1903 zog McCay nach New York City, um für den New York Herald zu arbeiten, und kreierte dabei seinen ersten Comicstrip, „A Tale of the Jungle Imps by Felix Fiddle“. Ab Januar 1904 schuf er eine Reihe von anderen kurzlebigen Strips, bevor er im Juli desselben Jahres mit „Little Sammy Sneeze“ populären Erfolg fand. Zusätzlich zu seinen redaktionellen Karikaturen produzierte er 1905 fünf regelmäßige Comicstrips: „Little Sammy Sneeze“, „Dream of the Rarebit Fiend“, „Little Nemo im Schlummerland“, „Hungry Henrietta“ und „A Pilgrim’s Progress“. „Little Sammy Sneeze“ war einer von drei Strips (zusammen mit „Little Nemo“ und „Hungry Henrietta“), die einen kindlichen Protagonisten hatten; dies könnte unter dem Einfluss von Richard F. Outcaults beliebten Strips „Yellow Kid“ und „Buster Brown“ gestanden haben.

## Stil und Analyse
Der Strip war fast immer in einem starren Raster angelegt: Sammys Niesen baute sich in den ersten vier Panels auf, gefolgt von einer Entladung im fünften und Konsequenzen für Sammy im sechsten. Dies steht im Gegensatz zu der großen Vielfalt an Panelgrößen und -layouts in McCays früherem Strip „The Jungle Imps“ und später viel prominenter in „Little Nemo“.
Sammy war wortkarg und machte kaum mehr als Mundgeräusche; die Erwachsenen um ihn herum führten Gespräche, aber auf eine monotone Art und Weise, die nicht zum sorgfältigen Lesen einlud. Weder lernte er aus seinen Fehlern noch entwickelte er sich als Charakter. Sammy und McCays andere kindliche Protagonisten unterschieden sich von denen Outcaults und anderer beliebter Karikaturisten wie Rudolph Dirks mit seinen ausgelassenen „Katzenjammer Kids“. Sammy freute sich nicht über die von ihm verursachten Probleme; vielmehr verkündete der Header des Strips: „Er konnte es einfach nicht stoppen.“ Gelegentlich hatten seine Nieser positive Konsequenzen, wie zum Beispiel, als er einen störrischen Esel erschreckte, um ihn aus dem Weg eines herannahenden Zuges zu bewegen, oder eine Gruppe von Entführern vereitelte.
Obwohl nicht in dem Maße wie bei „Little Nemo“, waren McCays Hintergründe stark detailliert und er zeichnete monotone, repetitive Bilder mit großer Genauigkeit; McCay wendete diese Fähigkeiten später in seiner Animationsarbeit an.  Während des Aufbaus präsentiert McCay Menschen, die ihrem Alltag nachgehen; für den Comic-Historiker Thierry Smolderen liegt „der Genuss des Lesens dieser Seiten nicht so sehr in dem repetitiven Aufbau des Niesens selbst, sondern in der wunderschön abwechslungsreichen und ausgearbeiteten Beschreibung der menschlichen Aktivitäten, die so gewaltsam durch die Explosion unterbrochen werden.“
McCay übernahm die visuellen Ideen, mit denen er in „Little Sammy Sneeze“ und „Dream of the Rarebit Fiend“ (ebenfalls 1904) experimentierte, und erforschte sie im darauffolgenden Jahr mit „Little Nemo“ weiter. Obwohl die technische Fertigkeit von „Little Nemo“ den größten Teil der Aufmerksamkeit unter McCays Werken auf sich zieht, findet Katherine Roeder, dass das formal weniger anspruchsvolle „Sammy Sneeze“ „die Grenzen der visuellen Darstellung testete und das Potenzial des Comicstrips als Medium für modernistische Experimente demonstrierte“. Der Strip könnte eine Hommage an Fred Otts „Sneeze“ sein – einen Filmstreifen über den Verlauf eines niesenden Mannes. Die Fotografien erschienen 1884 im Harper’s Magazine und waren gut bekannt. Wie im Film und ungewöhnlich für den „Sammy Sneeze“-Strip zeigt die Episode vom 24. September eine Nahaufnahme des Niesenden vor einem leeren Hintergrund, und Sammys Gesten ahmen die von Ott nach.
Comicstrips wie die von A. B. Frost beinhalteten bereits die Wiederholung von Hintergründen, inspiriert von der Chronofotografie, und waren zur Zeit von „Sammy Sneeze“ zu einem Standard-Trope im Comicstrip geworden – eine, wie der Comic-Historiker Thierry Smolderen vermutet, McCay möglicherweise absichtlich parodierte.
Sammy wurde ein unattraktives Charakterdesign und eine Persönlichkeit verliehen, mit stumpfen Gesichtszügen und einem Ausdruck, der nicht zum Mitgefühl des Lesers einlädt; sein Charakter wurde nie weiterentwickelt. Ähnlich wie Buster Brown trägt Sammy ein Hemd mit Spitzenkragen und Krawatte. Dieser Stil, der mit mittelständischen Aspirationen assoziiert wurde und gegen Ende des 19. Jahrhunderts nach dem Erfolg von „Der kleine Lord Fauntleroy“ populär wurde, war zur Zeit von „Sammy Sneeze“ bereits zum Spottobjekt geworden; in einer Zeit, in der die respektable Gesellschaft große Anstrengungen unternahm, um körperliche Funktionen nicht zu betonen, hob er die humorvollen Verzerrungen von Sammys Gesicht hervor, als er sich auf sein Niesen vorbereitete. Sein Niesen konnte auch andere Symbole des Mittelstands zerstören, wie beispielsweise ein umfangreiches Kaufhaus-Schaufenster mit Weihnachtsgütern.
Der Header des Strips erklärte zu beiden Seiten des Titels „Er konnte es einfach nicht stoppen“ und „Er wusste nie, wann es kam“, und wich nie von der grundlegenden Formel aus Aufbau, Entladung und Konsequenz ab. McCay nutzte solche Rahmenbedingungen während seiner gesamten Karriere.

## Veröffentlichung
„Little Sammy Sneeze“ begann am 24. Juli 1904 im New York Herald, wo McCay seit 1903 Mitarbeiter war. Der Strip endete am 9. Dezember 1906. McCay wechselte 1911 zu den Zeitungen von William Randolph Hearst und Sammy erschien dort am 4. Februar 1912 erneut in einem einmaligen Strip mit dem Titel „All at Once—Kerchoo!—He Sneezed“.
Während Sammys Laufzeit erschien McCays Strip „Hungry Henrietta“ oft am gleichen Tag wie „Sammy Sneeze“. Ein Strip endet damit, dass Henrietta Süßigkeiten isst, die Sammy auf dem Boden geniest hat.

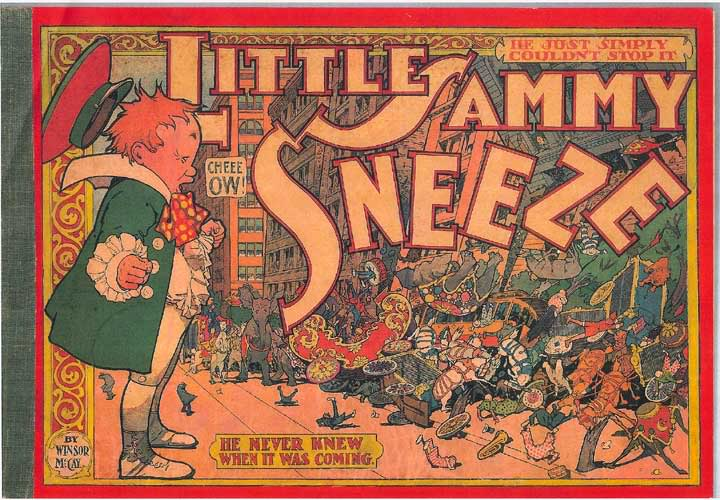
Winsor McCay – Little Sammy Sneeze (1905) book cover

1906 erschien ein Sammelband der Strips – nicht nur in den Vereinigten Staaten, sondern auch in Frankreich, wo der Herausgeber des Herald, James Gordon Bennett Jr., ansässig war. Sammy war einer der ersten amerikanischen Strips, der in Europa erschien.
Sunday Press Books veröffentlichte 2007 einen luxuriösen Hardcoverband im Querformat 11 × 16 Zoll (28 cm × 41 cm) mit dem Titel „Little Sammy Sneeze: The Complete Color Sunday Comics 1904–1905“. Auf der Rückseite jeder „Sammy Sneeze“-Seite erscheint ein anderer, nicht zu „Sammy Sneeze“ gehörender Strip – die komplette Serie von McCays „The Story of Hungry Henrietta“, sowie Auszüge aus John Prentiss Bensons „The Woozlebeasts“ und Gustave Verbeeks „The Upside-Downs of Little Lady Lovekins and Old Man Muffaroo“ und „The Terrors of the Tiny Tads“. Diese Bonus-Strips erscheinen in Monochrom zu „Sammy Sneezes“ in Farbe, da Zeitungen zu dieser Zeit normalerweise nur eine Seite in Farbe druckten.

## Vermächtnis
Nach einer zweieinhalbjährigen Laufzeit gab McCay den Strip auf, während er weiterhin an „Dream of the Rarebit Fiend“, „Pilgrim's Progress“ und seinem bekanntesten Werk „Little Nemo“ arbeitete. Seitdem wurde er hauptsächlich als Vorläufer von McCays bekannteren Strips in Erinnerung behalten und erhielt wenig Aufmerksamkeit. Das Konzept des Strips wurde später von den Schöpfern von Charakteren wie Sneezly Seal und Li'l Sneezer aufgegriffen.